# Кара-Джал
Кара-Джал (кирг. Кара-Жал) — село в Ак-Суйском районе Иссык-Кульской области Кыргызстана. Входит в состав Кара-Джалского аильного округа. Код СОАТЕ — 41702 205 812 03 0.

## Население
По данным переписи 2009 года, в селе проживало 237 человек.